# Aristides Dossios
Aristides Dossios (griechisch Αριστείδης Δόσιος, * 1844 in Athen; † April 1881 ebenda) war ein griechischer Wirtschaftswissenschaftler.

## Leben
Bereits als fünfzehnjähriger Schüler schloss sich Aristides Dossios der antimonarchischen Bewegung Griechenlands Goldene Jugend an und schrieb zwischen 1859 und 1861 regelmäßig in der Zeitung Το Μέλλον της Πατρίδος (Die Zukunft des Vaterlandes).  Am 6. September 1861 beging er ein Attentat auf Königin Amalie von Griechenland, das diese überlebte. Am 10. Januar 1862 wurde er vom Athener Kassationsgericht zum Tode verurteilt und von griechischen König Otto auf Bitten von Amalie zu lebenslanger Haft begnadigt. Nach dem unblutigen Sturz Ottos wurde er am 10. Oktober 1862 aus der Haft entlassen.
Zum Studium ging er nach München, Zürich und Italien. Im Sommersemester 1863 schrieb er sich an der Universität Zürich für Rechtswissenschaften ein. Hier schloss er sich dem Corps Rhenania an. Er war der letzte Zweitchargierte Rhenanias vor der Suspension an der ETH. In Zürich blieb er bis zum 21. August 1865. In dieser Zeit muss er auch naturwissenschaftlichen Unterricht bei Rudolf Clausius gehabt haben, da er ihm, seinem verehrten Lehrer Prof. Clausius, ein Exemplar seiner Doktorarbeit widmete. Am 15. Juli 1867 wurde er an der Universität Zürich mit einer Dissertation über ein volkswirtschaftliches Thema zum Dr. iur. promoviert.
Nach einer Lehrtätigkeit an der Sorbonne für Kameral- und politische Wissenschaften kehrte er nach Griechenland zurück, wo er Direktor der 1870 gegründeten Schifffahrtsbank ο Αρχάγγελος (Erzengel) wurde. Er war Mitglied der American Association of Social Science. Nachdem er die Einsicht erlangt hatte, dass sich trotz der Ereignisse zwischen 1862 und 1864 die politische Situation in Griechenland nicht verändert habe, erkrankte er an Depressionen. Als er sich einer Operation an einer nicht abheilenden Schädelverletzung, die er durch Folter während seiner Inhaftierung erlitten hatte, unterziehen musste, erkrankte er an Demenz und starb in einer Nervenklinik.

## Familie
Aristides Dossios entstammte einer wohlhabenden und gebildeten Familie. Sein Vater Konstantin Dossios (1810–1871) war nach dem Studium der Rechtswissenschaften in München  und Heidelberg und der Sozialwissenschaften in Wien als Jurist und Politiker in Griechenland tätig. 1843 war er Delegierter in der verfassungsgebenden griechischen Nationalversammlung sowie in der griechischen Nationalversammlung von 1862 nach dem Sturz von König Otto. Von Februar bis März 1863 war er Minister für die Kirche. Im selben Jahr wurde er Mitglied der verfassungsgebenden Versammlung für die Verfassung von 1864. 
Seine Mutter war die Sprachwissenschaftlerin Katharina Dossios geb. Mavrokordatos (1820–1856). Sie übersetzte George Gordon Byrons The Giaour ins Griechische.
Sein jüngerer Bruder Leander Dossios (1846–1883) studierte an der Universität Zürich Chemie. Er schloss sich ebenfalls dem Corps Rhenania an. 1866 wurde er mit einer Dissertation über Theoretische und empirische Beiträge zur Constitution der Glycole und der ihnen entsprechenden Säuren zum Dr. phil promoviert. Später war er in Athen Professor der Chemie.
Seine jüngere Schwester Katharina (1856–1935) heiratete 1874 den deutschen Archäologen und Botschafter Otto Lüders.

## Schriften
- Les limites de l'économie politique. Paris und Berlin, 1867 (Ein Exemplar mit handschriftlichen Widmung an seinen Lehrer Rudolf Clausius befindet sich in der Bibliothek des Columbia College der Stadt New York, Digitalisat)
- Κρίσεις και σκέψεις περί της ελληνικής ατμοπλοίας, Μεταλλευτική Εταιρεία
- Ο Αρχάγγελος, 1877.